# Archivo Municipal de Córdoba
El Archivo Municipal de Córdoba es el archivo responsable de la custodia, tratamiento y difusión de la documentación producida por los órganos de gobierno de la ciudad española de Córdoba, en la provincia homónima. Se encuentra ubicado en la Casa de los Hoces.

## Historia
Se tiene constancia de la existencia del archivo municipal desde al menos el año 1327,  y sus fondos abarcan la historia política, social y económica de Córdoba desde 1241. La institución combina su función de archivo histórico con la de archivo administrativo. Desde 1969 tiene su sede en la calle Sánchez de Feria, en la antigua Casa de los Hoces.